# Крістофер Нолан
Крі́стофер Джо́натан Джеймс Но́лан (англ. Christopher Jonathan James Nolan; нар. 30 липня 1970, Лондон, Велика Британія) — англійський кінорежисер, сценарист і продюсер, який має британське і американське громадянства. Його 12 фільмів були схвально прийняті світовою кінокритикою та зібрали понад 4 млрд доларів касових зборів, що робить його одним з найуспішніших режисерів сучасності.
Перше визнання режисер здобув після виходу психологічного трилера «Мементо» (2000), композиція якого побудована на викривленнях часу. Це дало йому змогу зняти високобюджетний трилер «Безсоння (2002)» та драму «Престиж» (2006). Подальший успіх режисерові принесли трилогія «Темний лицар» (2005—2012), фільм про проникання в чужі сни «Початок» (2010), науково-фантастичний фільм «Інтерстеллар» (2014), військова драма «Дюнкерк» (2017) та науково-фантастичний бойовик «Тенет» (2020).
У 2024 році виграв перший «Оскар» за режисуру біографічного трилера «Оппенгеймер».

## Молоді роки
Нолан народився в Лондоні. Його батько-англієць — Брендан Джеймс Нолан, займався рекламними проєктами, а мама-американка — Крістіна Дженсен, стюардеса. У родині є середнім, має молодшого і старшого братів, Джонатана та Меттью. Дитинство провів у Лондоні та Чикаго. У 7 років захопившись кінематографом, почав знімати на батькову камеру «Super 8» іграшкових солдатиків з початковими елементами екшену. Також у дитинстві особливо захоплювався фільмом «Космічна одіссея 2001 року». У віці близько восьми років створив лялькову мультиплікацію «Space Wars».
Досягнувши повноліття, отримав подвійне громадянство.
Навчався в Лондонському університеті на факультеті англійської літератури. У цей час зняв короткометражки, одна з яких — Larceny (Крадіжка) в 1996 році була продемонстрована на Кембриджському кінофестивалі.

## Сім'я
В 1997 році одружився з Еммою Томас. Вона співпрацює з чоловіком як продюсерка всіх його фільмів. Мають чотирьох дітей (Олівер, Магнус, Рорі та Флора) і живуть в Лос-Анджелесі, Каліфорнія.
Молодший брат Джонатан Нолан (рід. 1976) — письменник, сценарист і телевізійний продюсер, співавтор декількох фільмів Крістофера.
Відомі британські актори Джон Нолан і Кім Хартман — рідні дядько та тітка Крістофера.

## Кар'єра
Нолан зняв свій перший художній фільм, Переслідування, у 1998 році. У фільмі розповідається про письменника, який переслідує випадкових людей на вулицях Лондона. Нолан зняв фільм всього за $6000. Він знімав його на вихідних, протягом року, працюючи з друзями. Фільм привернув увагу студії Newmarket Films, яка випустила наступний фільм Нолана — Мементо. Мементо 2000 року став культовим фільмом і був номінований на Золотий глобус і премію Оскар за найкращий сценарій. Фільм оснований на оповіданні Memento Mori, написаному братом Крістофера, Джонатаном Ноланом.
У 2002 році Нолан зняв Безсоння, американський рімейк норвезького фільму 1997 року з однойменною назвою, хоч і з великими змінами в сюжеті й характері головного героя. В ньому розповідається про двох лос-анжелеських детективів, які вирушають на Аляску для розслідування вбивства молодої дівчини.
У 2005 році Нолан разом з фільмом Бетмен: Початок дебютує, як режисер багатобюджетних блокбастерів. Фільм став касовим хітом і отримав хороші відгуки в кінокритиків.
Престиж, що вийшов 20 жовтня 2006 року, є екранізацією роману Крістофера Пріста про двох ілюзіоністів-конкурентів. Він об'єднав Нолана з зірками Бетмен: Початок — Крістіана Бейла і Майкла Кейна, а також з Х'ю Джекменом. Фільм отримав позитивні відгуки критиків і заробив понад $109 мільйонів в усьому світі.
18 липня 2008 році вийшов Темний лицар — друга за рахунком екранізація Бетмена, знята Крістофером Ноланом. Фільм одержав величезний касовий успіх, встановивши рекорд для вікендів у США з більш ніж 158 млн доларів і став третім найбільш касовим фільмом всіх часів всередині країни, і шостим найкасовішим у світі. Деякі критики назвали його найкращою екранізацією коміксів усіх часів.
У 2009 на церемонії нагородження Золотий глобус, Крістофер Нолан здобув нагороду за найкращу чоловічу роль другого плану у фільмі від імені померлого Хіта Леджера. Нолан був номінований на премію Гільдії режисерів Америки в номінації «Найкращий режисер» за «Темного лицаря».
У 2010 Нолан випустив один з найбюджетніших фільмів — Початок. Нолан виступив як режисер і продюсер (разом з дружиною), так і як автор сценарію. Головну роль виконав Леонардо Ді Капріо.
Є режисером п'яти фільмів, що увійшли до переліку 100 найвеличніших фільмів XXI століття за версією BBC.

## Фільмографія
| Рік  | Фільм                     | Виступав як | Виступав як | Виступав як | Компанія-дистриб'ютор             | Збори                                                      |
| Рік  | Фільм                     | Режисер     | Продюсер    | Сценарист   | Компанія-дистриб'ютор             | Збори                                                      |
| ---- | ------------------------- | ----------- | ----------- | ----------- | --------------------------------- | ---------------------------------------------------------- |
| 1998 | Переслідування            | Так         | Так         | Так         | Momentum Pictures Zeitgeist Films | $0.24 млн [Архівовано 23 лютого 2014 у Wayback Machine.]   |
| 2000 | Пам'ятай                  | Так         | Ні          | Так         | Summit Entertainment              | $40 млн [Архівовано 13 липня 2013 у WebCite]               |
| 2002 | Безсоння                  | Так         | Ні          | Ні          | Warner Bros.                      | $114 млн [Архівовано 8 серпня 2010 у Wayback Machine.]     |
| 2005 | Бетмен: Початок           | Так         | Ні          | Так         | Warner Bros.                      | $374 млн [Архівовано 18 травня 2019 у Wayback Machine.]    |
| 2006 | Престиж                   | Так         | Так         | Так         | Buena Vista Pictures Warner Bros. | $110 млн [Архівовано 8 травня 2019 у Wayback Machine.]     |
| 2008 | Темний лицар              | Так         | Так         | Так         | Warner Bros.                      | $1.005 млрд [Архівовано 21 лютого 2014 у Wayback Machine.] |
| 2010 | Початок                   | Так         | Так         | Так         | Warner Bros.                      | $826 млн [Архівовано 2 квітня 2012 у WebCite]              |
| 2012 | Темний лицар повертається | Так         | Так         | Так         | Warner Bros.                      | $1.084 млрд [Архівовано 18 квітня 2014 у Wayback Machine.] |
| 2013 | Людина зі сталі           | Ні          | Так         | Так         | Warner Bros.                      | $668 млн [Архівовано 15 червня 2013 у WebCite]             |
| 2014 | Перевага                  | Ні          | Виконавчий  | Ні          | Warner Bros.                      | $103 млн [Архівовано 5 травня 2019 у Wayback Machine.]     |
| 2014 | Інтерстеллар              | Так         | Так         | Так         | Warner Bros. Paramount Pictures   | $660 млн [Архівовано 12 грудня 2014 у Wayback Machine.]    |
| 2017 | Дюнкерк                   | Так         | Так         | Так         | Warner Bros.                      | $527 млн [Архівовано 23 грудня 2017 у Archive.is]          |
| 2020 | Тенет                     | Так         | Так         | Так         | Warner Bros.                      | $363 млн [Архівовано 25 квітня 2021 у Wayback Machine.]    |
| 2023 | Оппенгеймер               | Так         | Так         | Так         | Universal Pictures                | $974 млн [Архівовано 1 вересня 2023 у Wayback Machine.]    |
| 2026 | Одіссея                   | Так         | Так         | Так         | Universal Pictures                |                                                            |

### Короткометражні фільми
1. Тарантела (Tarantella, 1989)
2. Крадіжка (Larceny, 1996)
3. Жук-скакун (Doodlebug, 1997) — короткометражний фільм Крістофера Нолана, знятий в 1997 році. Чорно-білий трихвилинний трилер без слів, єдину роль в якому виконав Джеремі Теобалд, згодом зіграв головну роль в повнометражному дебюті Нолана «Переслідування».
4. Куей (Quay, 2015) — документальний фільм, присвячений режисерам-аніматорам братам Квей.

## Нагороди та номінації
| Нагорода                           | Рік  | Категорія                       | Робота       | Результат |
| ---------------------------------- | ---- | ------------------------------- | ------------ | --------- |
| Оскар                              | 2002 | Найкращий оригінальний сценарій | Пам'ятай     | Номінація |
| Оскар                              | 2011 | Найкращий фільм                 | Початок      | Номінація |
| Оскар                              | 2011 | Найкращий оригінальний сценарій | Початок      | Номінація |
| Оскар                              | 2018 | Найкращий фільм                 | Дюнкерк      | Номінація |
| Оскар                              | 2018 | Найкращий режисер               | Дюнкерк      | Номінація |
| Оскар                              | 2024 | Найкращий фільм                 | Оппенгеймер  | Перемога  |
| Оскар                              | 2024 | Найкращий режисер               | Оппенгеймер  | Перемога  |
| Оскар                              | 2024 | Найкращий адаптований сценарій  | Оппенгеймер  | Номінація |
| БАФТА                              | 2011 | Найкращий фільм                 | Початок      | Номінація |
| БАФТА                              | 2011 | Найкращий режисер               | Початок      | Номінація |
| БАФТА                              | 2011 | Найкращий оригінальний сценарій | Початок      | Номінація |
| БАФТА                              | 2018 | Найкращий фільм                 | Дюнкерк      | Номінація |
| БАФТА                              | 2018 | Найкращий режисер               | Дюнкерк      | Номінація |
| БАФТА                              | 2024 | Найкращий фільм                 | Оппенгеймер  | Перемога  |
| БАФТА                              | 2024 | Найкращий режисер               | Оппенгеймер  | Перемога  |
| БАФТА                              | 2024 | Найкращий адаптований сценарій  | Оппенгеймер  | Номінація |
| Золотий глобус                     | 2002 | Найкращий сценарій              | Пам'ятай     | Номінація |
| Золотий глобус                     | 2011 | Найкращий фільм — драма         | Початок      | Номінація |
| Золотий глобус                     | 2011 | Найкращий режисер               | Початок      | Номінація |
| Золотий глобус                     | 2011 | Найкращий сценарій              | Початок      | Номінація |
| Золотий глобус                     | 2018 | Найкращий фільм — драма         | Дюнкерк      | Номінація |
| Золотий глобус                     | 2018 | Найкращий режисер               | Дюнкерк      | Номінація |
| Золотий глобус                     | 2024 | Найкращий фільм — драма         | Оппенгеймер  | Перемога  |
| Золотий глобус                     | 2024 | Найкращий режисер               | Оппенгеймер  | Перемога  |
| Золотий глобус                     | 2024 | Найкращий сценарій              | Оппенгеймер  | Номінація |
| Премія Гільдії режисерів Америки   | 2001 | Найкращий режисер               | Пам'ятай     | Номінація |
| Премія Гільдії режисерів Америки   | 2008 | Найкращий режисер               | Темний лицар | Номінація |
| Премія Гільдії режисерів Америки   | 2010 | Найкращий режисер               | Початок      | Номінація |
| Премія Гільдії режисерів Америки   | 2018 | Найкращий режисер               | Дюнкерк      | Номінація |
| Премія Гільдії режисерів Америки   | 2024 | Найкращий режисер               | Оппенгеймер  | Перемога  |
| Премія Гільдії продюсерів Америки  | 2008 | Найкращий театральний фільм     | Темний лицар | Номінація |
| Премія Гільдії продюсерів Америки  | 2011 | Найкращий театральний фільм     | Початок      | Номінація |
| Премія Гільдії продюсерів Америки  | 2018 | Найкращий театральний фільм     | Дюнкерк      | Номінація |
| Премія Гільдії продюсерів Америки  | 2024 | Найкращий театральний фільм     | Оппенгеймер  | Перемога  |
| Премія Гільдії сценаристів Америки | 2008 | Найкращий адаптований сценарій  | Темний лицар | Номінація |
| Премія Гільдії сценаристів Америки | 2011 | Найкращий оригінальний сценарій | Початок      | Перемога  |